# الحد الاخير (مسلسل)

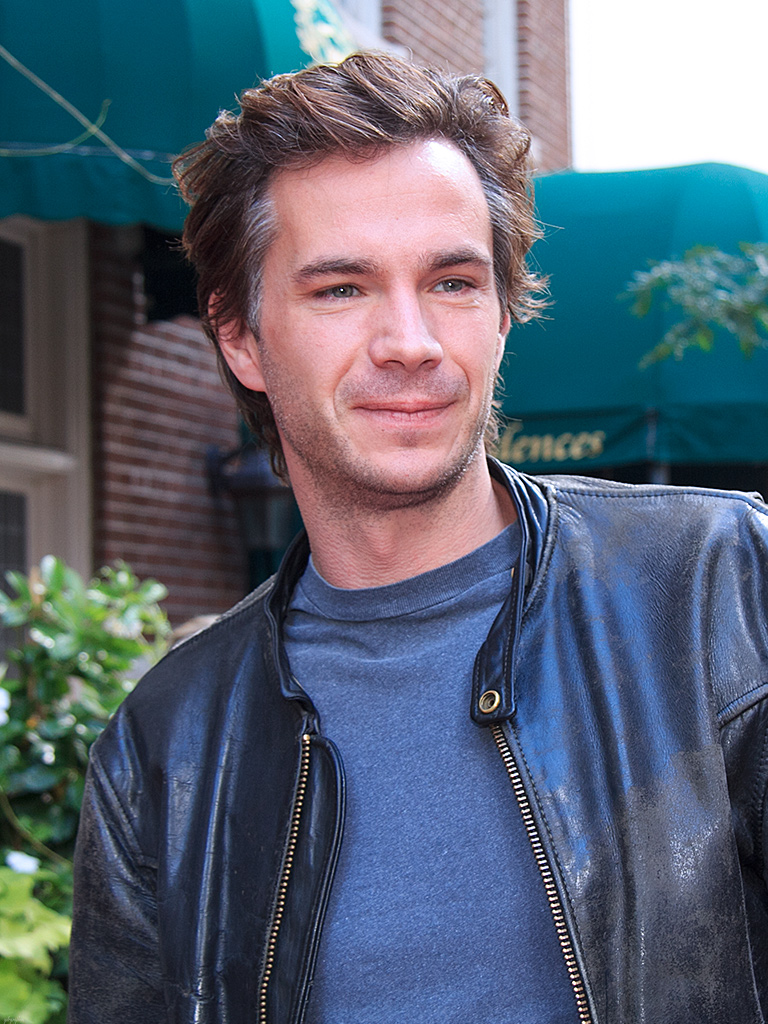
جيمس دارسي

الحد الاخير (بالإنجليزية: Deadline) مسلسل دراما وجريمة وغموض بريطاني للمخرج جو أهيرني في أربعة أجزاء، كتبها بارونكا أوشوغنيسي وجاريث تونلي. تم بث المسلسل على القناة الخامسة البريطانية خلال أبريل 2022. يحاول الصحفي النشط جيمس آلدين حل لغز الأرملة الشابة الغامضة ناتالي، التي يشتبه على نطاق واسع في قتلها لزوجها الثري.
قال جيمس دارسي عن المسلسل: "البطل يعاني من حالة ركود في حياته المهنية وهو مفتون بهذه القضية، والبطلة امرأة جميلة جدًا متهمة بارتكاب جريمة قتل. نظرًا لأنهم يقضون المزيد من الوقت معًا، يصبح الأمر أكثر ضبابية وغموضًا، وتقودنا الأحداث إلى نوع من أفلام هيتشكوك المثيرة، حيث لا تكون القصة دائمًا كما كنت تعتقد، ويتم سحب البساط من تحت قدميك كل 10 أو 15 دقيقة".

## طاقم التمثيل
جيمس دارسي: في دور جيمس آلدين (الصحفي المحقق)
تشارلي مورفي: في دور ناتالي فارجا (زوجة الثري المجري المقتول)
إندرا أوف: في دور باربارا كورتيس
أناماريا مارينكا: في دور السيدة مولنار
نينا سنيكار: في دور فيرا
بريان كاسب: في دور توث
أبيولا أوغونبي: في دور شونا
تاماس لينجيل: في دور لوكاس
إيان بونار: في دور أوليفر
رالف بيركين: في دور المحامي
برناديت أوستورهازي: في دور جوليا
إيفان فينيو: في دور جورج فارجا
راد لازار: في دور دومينيك
هانا أومورجبي: في دور ليلى
جين سلافين: في دور ماري
سارة بول: في دور دي بروتون
إستر زافاروس: في دور هانا 

## أحداث المسلسل
يعمل الصحفي جيمس ألدن صحفي تحقيقات، وينتج الأفلام الوثائقية التافهة. يُشتبه في أن ناتالي فارجا قتلت زوجها المجري الثري جورج فارجا (إيفان فينيو) وهي تقدم لجيمس عرضًا للبحث عن قاتل زوجها وتمنحه مقابلة حصرية معها لتبث عن طريقه برائتها. كان جيمس نجمًا صاعدًا منذ سنوات لكنه ارتكب خطأ فادحًا أدى إلى تعطيل مسيرته المهنية. يرى جيمس ان هذه هي فرصته لاستعادة حياته من خلال تبرئة ناتالي. يعتقد الجميع بما في ذلك رئيسته وحبيبته السابقة باربرا كورتيس (إندرا أوف) أن ناتالي مذنبة. ينجذب جيمس إلى ناتالي أثناء تسجيل المقابلات التي تتم بمراقبة محكمة من المستشارة القانونية لناتالي ومحاميتها السيدة مولنار (أناماريا مارينكا). يقوم جيمس باستجواب الرسامة فيرا (نينا سنيكار) وهي العشيقة السابقة لناتالي والتي منحتها حجة الغياب عن مكان الجريمة. يظهر الرجل الغامض توث (بريان كاسب) الذي يحذر جيمس من الاستمرار في البحث عن قاتل جورج فارجا.
تخبر ناتالي الصحفي جيمس بأنها شاهدت شقيقها الميت أوليفر (إيان بونار) الذي يظن الجميع أنه مات بسبب جرعة زائدة من المخدرات منذ 4 سنوات ولكنه خدع الجميع لكي يلوذ بالفرار بعد الاقتراض من تجار مخدرات في بودابست. تقدم السيدة مولنار ملفًا من الشرطة المجرية يوضح تورط أوليفر في محاولة قتل أخرى عندما دفع عشيق شقيقته السابق من أعلى مبنى وتسبب في شلله. لقد مات أوليفر رسميًا وتعرفت والدته ماري (جين سلافين) على الجثة، ولذا يقوم جيمس وباربارا بزيارة ماري، ويظهر أنها تحمي أوليفر بالتأكد على موته. يتعرض جيمس لهجوم شرس من توث الذي يحذره للمرة الأخيرة عن الاستمرار في ابحاثه. يتجاهل جيمس التهديد ويتمكن من العثور على زوجة أوليفر السمراء شونا (أبيولا أوغونبي) ولكن فيرا تتمكن من تهريب شونا وطفلتها إلى المجر. يتقرب جيمس من ناتالي ويكشف لها لماذا تخلى عن الصحافة الجادة حيث قام بطمس الأدلة في مسرح جريمة قتل وأسفر ذلك عن إطلاق سراح القاتل. يسافر جيمس إلى بودابست للعثور على أوليفر في رحلة مرعبة بوجود توث وشخص آخر على نفس الطائرة. يتمكن جيمس من التهرب من توث وتنضم إليه باربرا لتعقب فيرا التي تنفي معرفتها أن أوليفر على قيد الحياة وتهدد بالإبلاغ عن مضايقاتهم. يعثر جيمس على عشيق ناتالي السابق، والذي يعتقد الجميع أن أوليفر قد دفعه من السطح. لكنه الآن ينفي ذلك ويقول إنها ناتالي من حاولت قتله. كل شيء يعتقد جيمس أنه يعرفه ينقلب رأسًا على عقب وبالكاد ينجو بحياته ويعود إلى لندن لملاحقة القاتل لكن باربرا تفصله من وظيفته ولا أحد يصدق قصصه وما حدث في بودابست. يجد جيمس أخيرًا الدليل الوحيد الذي يثبت هوية القاتل ودوافعه، ويكتشف في النهاية أنه ضحية خدعة كبيرة.

## استقبال المسلسل
كتب كريستوفر ستيفنز لصحيفة الديلي ميل في 6 أبريل 2022: «ليس من الضروري أن يكون العرض معقد بشكل جنوني، وليس هناك حاجة إلى ذكريات الماضي المتعددة والجداول الزمنية المتقاطعة، أو طاقم تمثيل ينكون من الآلاف»، ويتابع الكاتب قائلاً: «الحد الأخير يثبت أن لا شيء من ذلك ضروريًا لغموض نفسي غامض. القصة تدور في دائرة ضيقة من المشتبه بهم وتبدأ من بدايتها، حيث يتم ضرب رأس الضحية جامع التحف بأحد تماثيله التي لا تقدر بثمن.... لدي شعور قوي بأن المسلسل لن يخيب أملك»، ومنح المسلسل 4 نجوم من أصل 5.
كتب دوم روبنسون على موقع (دي في دي فيفر) بتاريخ 4 أبريل 2022: «حسنًا، في عالم التليفزيون والأفلام، أي إنتاج ممكن هذه الأيام، لذلك لا يستحق الأمر حتى التكهن. فقط مجرد الجلوس والسماح بحدوث ذلك»، وتابع الكاتب قائلاً: «الحلقة الأولى بطيئة جدًا، لكنني سأرى كيف سوف تسير الأمور».

## وصلات خارجية
https://www.imdb.com/title/tt15262630/ الحد الاخير (مسلسل)
https://www.channel5.com/show/deadline الحد الاخير (مسلسل)
https://www.filmaffinity.com/en/film686913.html الحد الاخير (مسلسل)
https://www.avclub.com/tv/reviews/deadline-2022 الحد الاخير (مسلسل)